# Sergio Pizzorno
Sergio Lorenzo Pizzorno, detto Serge (Newton Abbot, 15 dicembre 1980), è un cantautore, polistrumentista e produttore discografico britannico, conosciuto per essere il frontman della band inglese Kasabian.
Nel 2019 inizia una carriera solista con il nome The S.L.P..

## Biografia

### Origini
Il nonno paterno di Sergio, originario di Genova, si trasferì dall'Italia all'Inghilterra e si stabilì a Leicester. Anche se è cresciuto in città, Sergio è nato nella cittadina di Newton Abbot, nel Devon.

### Carriera
Nel 1997 fonda, con gli amici e compagni di liceo Tom Meighan, Christopher Karloff e Chris Edwards, il gruppo rock Saracuse, che presto cambia nome in Kasabian. Dopo il primo album, eponimo, Karloff lascia la band e Sergio ne diventa il paroliere e chitarrista, oltre che la principale mente artistica. Con i Kasabian Pizzorno ha pubblicato altri cinque album in studio: Empire, West Ryder Pauper Lunatic Asylum, Velociraptor!, 48:13 e For Crying Out Loud.
Nel 2010 compone i testi e le musiche strumentali per il film poliziesco London Boulevard, diretto da William Monahan.
Nel novembre 2011 la chitarra di Serge Pizzorno (una Fender Stratocaster autografata da tutti i componenti della band) è stata consegnata a una delegazione del Genoa CFC al termine di un concerto a Milano ed è stata messa all'asta per recuperare fondi da devolvere agli alluvionati dell'alluvione di Genova del 4 novembre 2011. La chitarra è stata venduta il 15 dicembre e ha fruttato 1.200 euro. Sempre nel 2011 partecipa alla serie TV Noel Fielding's Luxury Comedy, realizzando la colonna sonora del programma. Questa viene pubblicata come album sotto il nome di Loose Tapestries (progetto comprendente Pizzorno e Noel Fielding) nel 2012. Insieme a Fielding pubblica nel 2016 un'altra colonna sonora dal titolo N.H.S..
Nel 2013 è protagonista di uno spot della G-Star Raw realizzato da Rankin.
Nel maggio 2019 dà vita a un progetto musicale solista chiamato The S.L.P. (acronimo di Sergio Lorenzo Pizzorno), del quale il primo album, omonimo, viene pubblicato nell'agosto 2019.

## Vita privata
È tifoso dall'età di 8 anni del Genoa, passione che gli è stata trasmessa dallo zio Gianni, tifoso della squadra genovese.
Il 2 agosto 2010 ha avuto un figlio con la compagna Amy White, chiamato Ennio Silva. La coppia ha avuto un secondo figlio nel maggio 2013, chiamato Lucio Leone. I nomi sono omaggi di Pizzorno a due grandi figure del western italiano, ovvero Ennio Morricone e Sergio Leone.
Sergio ed Amy si sono sposati il 16 luglio 2016.

## Equipaggiamento
La chitarra preferita da Pizzorno è una Rickenbacker 481 rossa, che utilizza in quasi tutti i video dei Kasabian e in quasi tutte le esibizioni dal vivo. Egli utilizza anche un'altra chitarra rara, una 1966 Fender Coronado II rossa con battipenna dorato, la si nota per il suono unico nel singolo Underdog, nonostante venga usata la Rickenbacker 481 nel video musicale. La Fender Coronado viene usata per i live di Underdog e di Where Did All the Love Go?. Nei live di Fast Fuse Pizzorno usa una Teardrop bianca fatta da Mick Johnson.

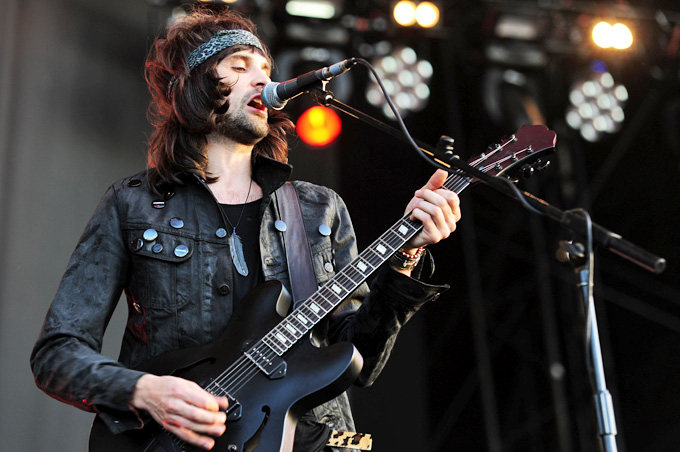
Sergio Pizzorno in concerto nel 2012

Un elenco completo delle sue chitarre è:
- FireGlo Rickenbacker 481
- JetGlo Rickenbacker 481
- MapleGlo Rickenbacker 480
- Red 1966 Fender Coronado II
- Vox Ultrasonic
- Mick Johnson Teardrop
- Vox Semi acoustic
- Gibson J-160e Acoustic
- Gibson Hummingbird
- Gibson J-200
- 1950's Höfner Senator (che ha rubato al suo vecchio insegnante di chitarra)

Sergio Pizzorno utilizza molti effetti a pedale per raggiungere il sound voluto, tra i quali: Electro-Harmonix pog, Electro-Harmonix Deluxe Memory Man,Electro-Harmonix Synthesizer, Rodger Mayer Voodoo Vibe, Boss tuner, Vintage Fuzz Face, Roger Mayer Octavia, Line 6 Echo Park, Boss Digital Delay, Mxr Blue Box.

## Influenze personali
La musica di Sergio Pizzorno è fortemente influenzata da band come Beatles, Nirvana e Oasis, ma soprattutto dai Rolling Stones e da David Bowie, i suoi artisti preferiti. Caratteristica peculiare del suo stile di scrittura è inoltre l'influenza della sua passione per il cinema; non sono infatti rari gli accostamenti di alcuni suoi brani con le musiche di Ennio Morricone o dei film di Stanley Kubrick.

## Discografia

### Con i Kasabian
Album in studio
- 2004 – Kasabian
- 2006 – Empire
- 2009 – West Ryder Pauper Lunatic Asylum
- 2011 – Velociraptor!
- 2014 – 48:13
- 2017 – For Crying Out Loud
- 2022 - The Alchemist's Euphoria

### Con i Loose Tapestries
Colonne sonore
- 2012 – The Luxury Comedy Tapes
- 2016 – N.H.S.

### Da solista
Album in studio
- 2019 – The S.L.P.

Colonne sonore
- 2010 – London Boulevard

Singoli
- 2019 – Favourites (feat. Little Simz)
- 2019 – Nobody Else
- 2019 – The Youngest Gary